# Bačić
Bačić je priimek v Sloveniji, ki ga je po podatkih Statističnega urada Republike Slovenije na dan 1. januarja 2010 uporabljalo 89 oseb in je med vsemi priimki po pogostosti uporabe uvrščen na 4.834. mesto.

## Znani tuji nosilci priimka
- Antun Bačić (~1690—1759), hrvaški nabožni pisec
- Arsen Bačić (*1951), hrvaški pravnik
- Branko Bačić, hrvaški politik
- Josip Bačić (1874—1945), organizator šolstva v Istri
- Lidija Bačić - Lille (*1985), hrvaška pevka in igralka